# 鐵球路站
鐵球路站（法語：Rue des Boulets）是巴黎地鐵的一個車站。鐵球路站開通於1933年12月10日，是巴黎地鐵9號線延長工程的一部分。鐵球路站最早的名稱是Rue des Boulets - Rue de Montreuil，在1998年改名為Rue des Boulets。

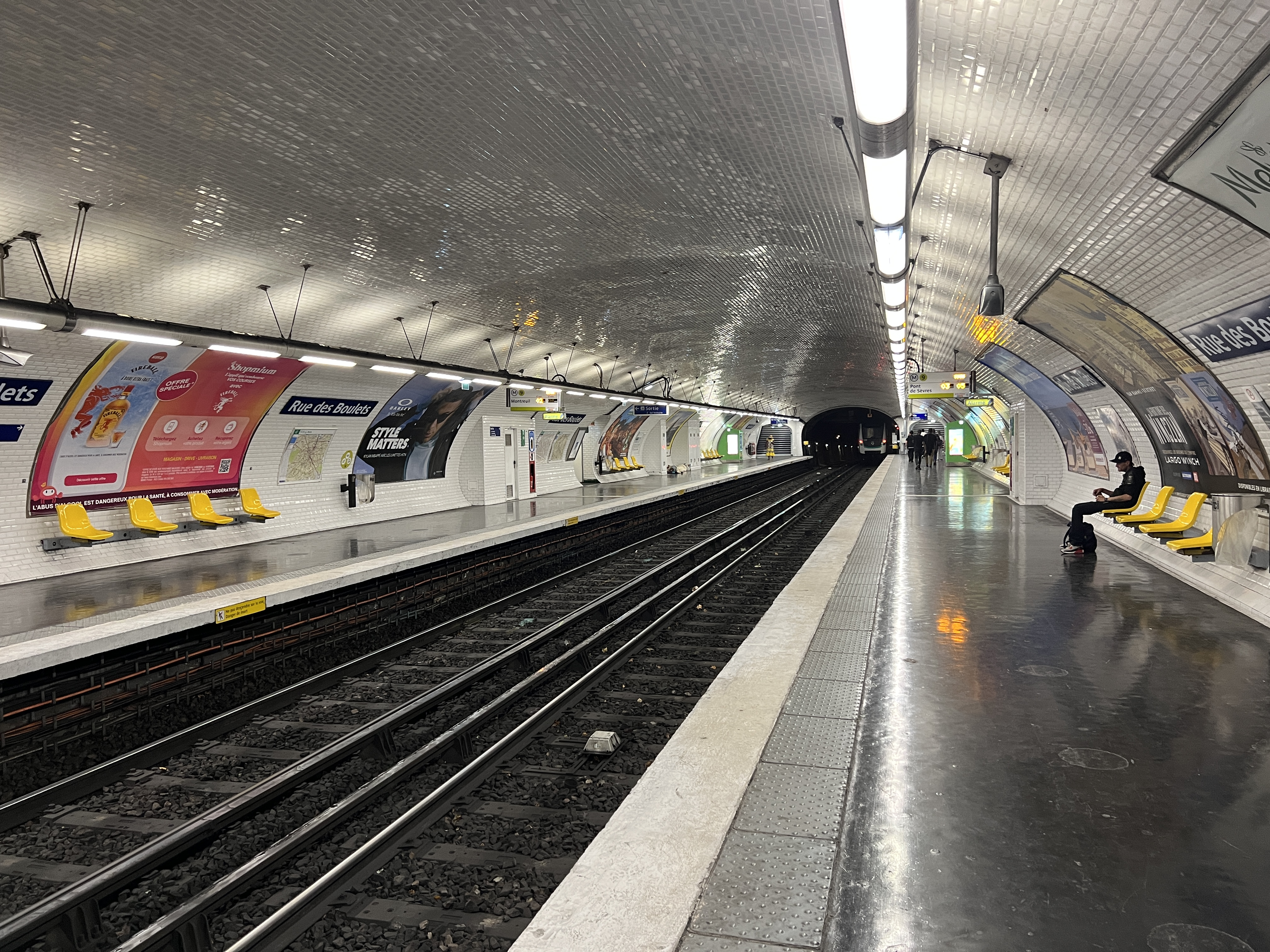
月台（2022年6月）

## 車站結構
| 街道層    |                    |                      |
| B1        | 夾層               |                      |
| 9號線月台 | 側式月台，右側開門 | 側式月台，右側開門   |
| 9號線月台 | 西行               | 往塞夫爾橋（沙隆）   |
| 9號線月台 | 東行               | 往蒙特勒伊鎮（民族） |
| 9號線月台 | 側式月台，右側開門 |                      |